# Martin van Steen
Martin van Steen (Oosterhout, 8 de septiembre de 1969) fue un ciclista neerlandés, que fue profesional entre 1993 y 2003.

## Palmarés
- 1990
  - 1.º en el Gran Premio de Waregem
- 1991
  - Vencedor de una etapa al Circuito Franco-Belga
  - Vencedor de 2 etapas al Teleflex Tour
- 1992
  - 1.º en el Teleflex Tour y vencedor de una etapa
  - 1.º en el Hel van het Mergelland
  - Vencedor de una etapa a la Vuelta a Lieja
  - Vencedor de una etapa al Tour de Henao
- 1993
  - 1.º en el Tour de Overijssel
  - Vencedor de una etapa a la Milk Race
- 2001
  - 1.º en el Circuito del País de Waes
- 2002
  - 1.º en la Dorpenomloop Rucphen
  - Vencedor de una etapa a la Vuelta a Lieja

### Resultados al Giro de Italia
- 1996. Abandona
- 2000. Abandona